# イラクリオン県

イラクリオ県
Περιφερειακή ενότητα Ηρακλείου測地系: 北緯35度10分 東経25度10分 / 北緯35.167度 東経25.167度座標: 北緯35度10分 東経25度10分 / 北緯35.167度 東経25.167度

イラクリオン県（イラクリオンけん、カサレヴサ: Ηράκλειου / Iraklion）は、ギリシャ共和国のクレタ地方を構成する行政区（ペリフェリアキ・エノティタ）のひとつ。県都はイラクリオン（イラクリオ）。

## 地理
イラクリオン県は、西にレティムノ県、東にラシティ県に接している。県の中央部と北部、海岸部および谷地には農地が広がっていて、他の県南部などの地域は山地となっている。また、県の西部にはイダ山脈が、南部にはアステルシア山脈が連なっている。
イラクリオン県の北部に浮かぶディーア島は、イラクリオン県に属している。

### 気候
県内の高地部以外の地域では、暖かい気候である地中海性気候である。

### 主要な都市・集落
人口5000人以上の都市・集落には以下がある。
- イラクリオ （Ηράκλειο : イラクリオ市） - 130,914人
- ネア・アリカルナソス （Νέα Αλικαρνασσός : イラクリオ市） - 11,551人
- ガジ （Γάζι : マレヴィジ市） - 8,018人
- ミレス （Μοίρες : フェストス市） - 5,872人
- ティンバキ （Τυμπάκι : フェストス市） - 5,007人

最大の都市は、クレタ島の首府である北岸の港湾都市イラクリオ。
- イラクリオ
- ティンバキの教会
- ヘルソニソス港

## 歴史
イラクリオン県内には、新石器時代およびミノア文明期における多くの重要都市があった。その中でも複雑な構造の宮殿があるクノッソスや、古代都市パイストスなどは有名である。どちらも新石器時代から居住していた都市であり、紀元前2000年から紀元前1600年に繁栄したミノア文明時代の物が発掘され、学問的にも興味深い場所である。

### 歴史的地域
- クノッソス
- パイストス
- ゴルティナ
- ティリソス

## 行政区画

イラクリオ県

### 市（ディモス）
イラクリオ県は、以下の自治体（ディモス、市）から構成される。人口は2001年国勢調査時点。
|   | 自治体名                 | 綴り               | 政庁所在地              | 面積 Km² | 人口    |
| - | ------------------------ | ------------------ | ----------------------- | -------- | ------- |
| 1 | イラクリオ               | Ηράκλειο           | イラクリオ (el)         | 245.1    | 173,450 |
| 2 | アルハネス＝アステルシア | Αρχάνες-Αστερούσια | ペザ (el)               | 354.3    | 18,022  |
| 3 | ヴィアンノス             | Βιάννος            | アノ・ヴィアンノス (el) | 221.5    | 6,463   |
| 4 | ゴルティナ               | Γόρτυνα            | アイイ・デカ (el)       | 462.7    | 18,264  |
| 5 | マレヴィジ               | Μαλεβίζι           | ガジ (el)               | 292.7    | 21,131  |
| 6 | ミノア・ペディアダ       | Μινώα Πεδιάδα      | エヴァンゲリスモス (el) | 394.2    | 20,332  |
| 7 | フェストス               | Φαιστός            | ミレス (el)             | 412.7    | 24,228  |
| 8 | ヘルソニソス             | Χερσόνησος         | グルネス (el)           | 271.6    | 25,003  |

### 旧自治体（ディモティキ・エノティタ）

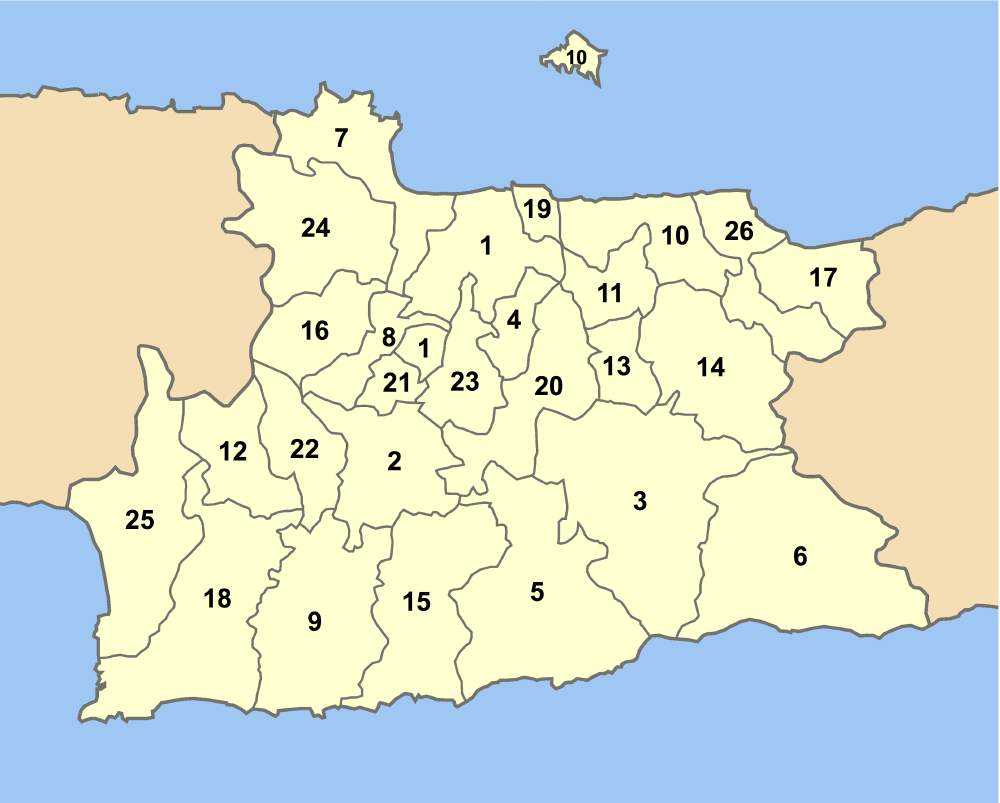
イラクリオ県の旧自治体（1999年 - 2010年）

カリクラティス改革（2010年）以前の広域自治体（ノモス）としてのイラクリオ県は、以下の基礎自治体（ディモスおよびキノティタ）から構成されていた。
改革後、旧自治体は新自治体（ディモス）を構成する行政区（ディモティキ・エノティタ）となっている。
|    | 旧自治体               | 綴り              | 政庁所在地                    | 新自治体                 |
| -- | ---------------------- | ----------------- | ----------------------------- | ------------------------ |
| 1  | イラクリオ             | Ηράκλειο          | イラクリオ                    | イラクリオ               |
| 2  | アイア・ヴァルヴァラ   | Αγία Βαρβάρα      | アイア・ヴァルヴァラ (el)     | ゴルティナ               |
| 3  | アルカロホリ           | Αρκαλοχωρί        | アルカロホリ (el)             | ミノア・ペディアダ       |
| 4  | アルハネス             | Αρχάνες           | アルハネス (el)               | アルハネス＝アステルシア |
| 5  | アステルシア           | Αστερούσια        | ピルゴス (el)                 | アルハネス＝アステルシア |
| 6  | ヴィアンノス           | Βιάννος           | アノ・ヴィアンノス            | ヴィアンノス             |
| 7  | ガジ                   | Γάζι              | ガジ                          | マレヴィジ               |
| 8  | ゴルゴライニス         | Γοργολαΐνης       | アイオス・ミロン (el)         | イラクリオ               |
| 9  | ゴルティナ             | Γόρτυνα           | アイイ・デカ                  | ゴルティナ               |
| 10 | グヴェス               | Γούβες            | グヴェス (el)                 | ヘルソニソス             |
| 11 | エピスコピ             | Επισκοπή          | エピスコピ (el)               | ヘルソニソス             |
| 12 | ザロス                 | Ζαρός             | ザロス (el)                   | フェストス               |
| 13 | トラプサノ             | Θραψανό           | トラプサノ (el)               | ミノア・ペディアダ       |
| 14 | カステリ               | Καστέλι           | カステリ (el)                 | ミノア・ペディアダ       |
| 15 | コフィナス             | Κόφινας           | アシミ (el)                   | ゴルティナ               |
| 16 | クルソナス             | Κρουσώνας         | クルソナス (el)               | マレヴィジ               |
| 17 | マリア                 | Μάλια             | マリア (el)                   | ヘルソニソス             |
| 18 | ミレス                 | Μοίρες            | ミレス                        | フェストス               |
| 19 | ネア・アリカルナソス   | Νέα Αλικαρνασσός  | ネア・アリカルナソス (el)     | イラクリオ               |
| 20 | ニコス・カザンジャキス | Νίκος Καζαντζάκης | ペザ                          | アルハネス＝アステルシア |
| 21 | パリアニ               | Παλιανή           | ヴェネラト (el)               | イラクリオ               |
| 22 | ルヴァス               | Ρούβας            | ゲルエリ (el)                 | ゴルティナ               |
| 23 | テメノス               | Τέμενος           | プロフィティス・イリアス (el) | イラクリオ               |
| 24 | ティリソス             | Τύλισος           | ティリソス (el)               | マレヴィジ               |
| 25 | ティンバキ             | Τυμπάκι           | ティンバキ (el)               | フェストス               |
| 26 | ヘルソニソス           | Χερσονήσσος       | リメナス・ヘルソニス (el)     | ヘルソニソス             |

- Διοικητική διαίρεση νομού Ηρακλείου (πρόγραμμα Καποδίστριας) - イラクリオ県の自治体・集落一覧（1999年 - 2010年）

### 郡（エパルヒア）
県には以下の郡（エパルヒア）があったが、2006年以降法的な位置づけは行われていない。
| 郡名                  | 綴り        | 中心地                      |
| --------------------- | ----------- | --------------------------- |
| ピルギオティサ郡 (en) | Πυργιώτισσα | ヴォリ (el)                 |
| ケヌルギオ郡 (en)     | Καινούργιο  | ミレス                      |
| マレヴィジオ郡 (en)   | Μαλεβίζι    | アイオス・ミロン            |
| テメノス郡 (en)       | Τέμενος     | イラクリオン                |
| ペディアダ郡 (en)     | Πεδιάδα     | カステリ (el)               |
| モノファツィ郡 (en)   | Μονοφάτσι   | ピルゴス（ティリソス） (el) |
| ヴィアンノス郡 (en)   | Βιάννος     | ペフコス (el)               |

## 人口推移
| 年   | 人口（人） | 人口密度   |
| ---- | ---------- | ---------- |
| 1991 | 263,868    | 99.91/km²  |
| 2001 | 292,482    | 110.75/km² |

## 交通
- 国道90号線（欧州自動車道路E65号線）
- 国道97号線
- 国道99号線

## マスメディア
- Creta Channel
- Kriti TV

## 著名な出身者
- エル・グレコ (1541-1614、画家・彫刻家・建築家)
- ニコス・カザンジャキス (1883-1957、小説家・詩人・政治家)

## 参考
- Arthur J. Evans, (1921-35) The Palace of Minos, volumes 1-4
- C. Michael Hogan (2007) Knossos fieldnotes, Modern Antiquarian
- Phaistos profile